# Il diario di una tata
(tagline del film)
Il diario di una tata è un film del 2007 diretto da Shari Springer Berman e Robert Pulcini, tratto dall'omonimo romanzo chick lit di Emma McLaughlin e Nicola Kraus.
Presentata fuori concorso alla 64ª Mostra del Cinema di Venezia, la pellicola è uscita nelle sale italiane il 30 novembre 2007.

## Trama
Annie Braddock proviene dalla provincia del New Jersey e si è appena laureata in economia, anche se nutre una passione per l'antropologia. In cerca di un lavoro, passa da un colloquio all'altro senza ottenere fortuna: questo la deprime soprattutto per il fatto che non vuole deludere sua madre, che ha fatto tanti sacrifici per mantenerla agli studi con il suo solo lavoro da infermiera. Ma quando sembra ormai aver perso ogni speranza, ottiene un impiego come babysitter per una ricca famiglia dell'Upper East Side di Manhattan. Annie avrà molte difficoltà ad adattarsi alla nuova vita, dovendo fare i conti con il piccolo Grayer, che si dimostrerà all'inizio una vera e propria peste, e con la madre di lui, la snob e gelida Signora X. Come se non bastasse, a complicarle la vita ci si metterà anche il bel Hayden, che la corteggerà fino a farla innamorare.

## Produzione
Il film è stato prodotto dalla The Weinstein Company, con il supporto della FilmColony. Gli effetti speciali sono stati creati dalla RhinoFX, e, in misura minore, anche dalla Basement. La colonna sonora è ad opera della Artists' Addiction Records. Le scene sono state girate principalmente a New York, ma anche ad Ontario (Canada), fuori quindi dagli States. Il budget ammonta a circa $ 20.000.000.

## Distribuzione
Il film è stato distribuito in diversi paesi con titoli e date differenti:
- USA 24 agosto 2007 The Nanny Diaries
- Italia 31 agosto 2007 Il diario di una tata
- Russia 13 settembre 2007 Дневники няни
- Regno Unito 12 ottobre 2007 The Nanny Diaries
- Grecia 25 ottobre 2007 Dada ypsilis koinonias
- Spagna 30 novembre 2007 Diario de una niñera
- Messico 28 marzo 2008 Una niñera en apuros
- Francia 14 maggio 2008 Le journal d'une baby-sitter
- Germania 14 agosto 2008 Nanny Diaries
- Giappone 11 ottobre 2008 私がクマにキレた理由

## Accoglienza
Nel primo week-end di apertura il film guadagna $ 7.480.927 e ₽ 13.868.589 in Russia. In tutto, negli USA, incassa $ 25.925.170, mentre in Russia ne guadagna ₽ 32.62.041.